# Ohlystraße 75 (Darmstadt)
Das Haus Ohlystraße 75 ist ein Bauwerk im Darmstädter Paulusviertel.

## Geschichte und Beschreibung
Das Bauwerk wurde im Jahre 1902 nach Plänen des Architekten Karl Hofmann erbaut.
Das Gebäude beherbergte einst den Amtssitz der Großherzoglichen Oberförsterei.
Es gehört zu den ältesten Bauwerken im Paulusviertel.
Das zweigeschossige Verwaltungsgebäude gehört stilistisch in die Kategorie englischer Landhäuser.
Der Architekt versuchte mit diesem – damals modernen – Baustil den Verwaltungsbau den Wohnhäusern und Villen des Paulusviertels anzupassen.
Typisch für diesen Baustil sind die Natursteinverkleidung im Erdgeschoss, das senkrechte Fachwerk und die kleinteilig versprossten Fenster im Giebel.
Kombiniert wurden die englischen Stilelemente mit südhessischen Stilelementen wie Biberschwanzziegel gedecktes Dach und Holzklappläden.
Weitere auffällige Details sind ein Erker mit bleiverglasten Fenstern, geschnitztes Fachwerk und die Froschmaulgaube auf der Ostseite des Gebäudes.
Die Straßenfassade ziert ein Hirschkopf.
Die für englische Landhäuser typischen Schornsteinabdeckungen sind nicht mehr vorhanden.
Heute beherbergt das Gebäude das Forstamt Darmstadt.

## Denkmalschutz
Aus architektonischen, baukünstlerischen und stadtgeschichtlichen Gründen steht das Bauwerk unter Denkmalschutz.